# Moto-ball
 (août 2016).
Si vous disposez d'ouvrages ou d'articles de référence ou si vous connaissez des sites web de qualité traitant du thème abordé ici, merci de compléter l'article en donnant les références utiles à sa vérifiabilité et en les liant à la section « Notes et références ».
Le moto-ball est un sport motocycliste collectif qui se joue avec un ballon et dont les pratiquants pilotent des motos de 250 cm3. Le Championnat d'Europe des nations est diffusé gratuitement sur YouTube sur la chaîne officielle Promotoball Channel.

## Historique

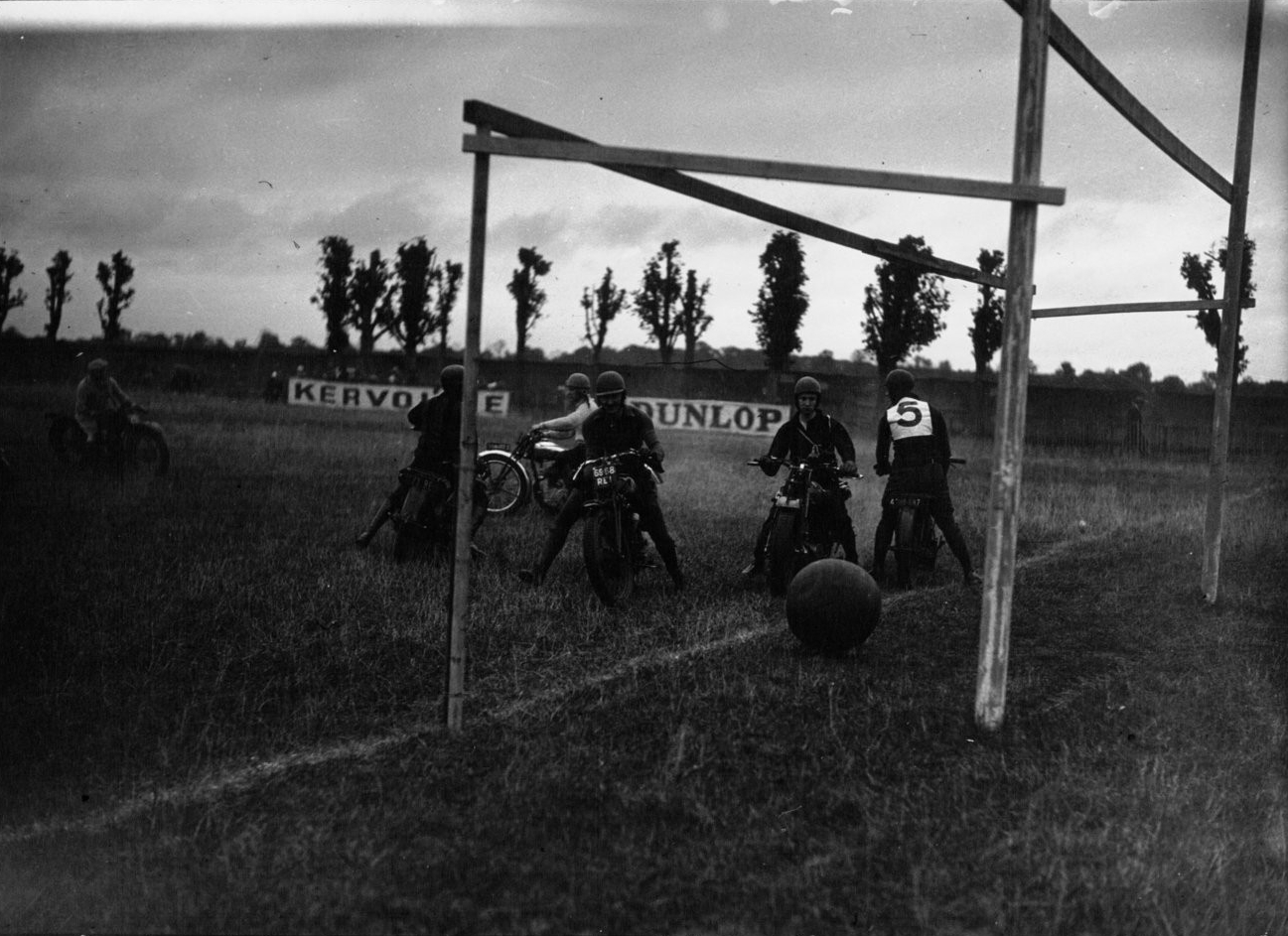
Coupe de France 1932 : rencontre entre le Motocyclub Dyonisien et le Motoclub de Vitry.

La première mention d'un match de moto-ball est faite en Angleterre en septembre 1923. Cette rencontre eut lieu au cours d'un gala de bienfaisance et se déroula sur un terrain de football. Ces parties de foot à moto eurent d'emblée un succès considérable puis un an après elles faisaient florès dans toute l'île. « En 1924 chaque match se jouait à six joueurs par équipe, tous à moto et durait deux fois 15 min avec un arrêt de 5 min entre les deux parties. À partir de 1930, le temps de jeux fut porté à 50 min, soit deux périodes de 25 min séparées par une mi-temps de 10 min ». Il est à noter que ce sport britannique ne resta pas cantonné dans son île et passa rapidement en Europe. « Il eut ses heures de gloire en France dans les années 1930 avec de grandes équipes comme Dijon, Saint-Étienne, Nice, Sochaux, l'Aigle, CMB Paris, Nevers, Avignon, Carpentras ».

## Adaptation progressive des règles

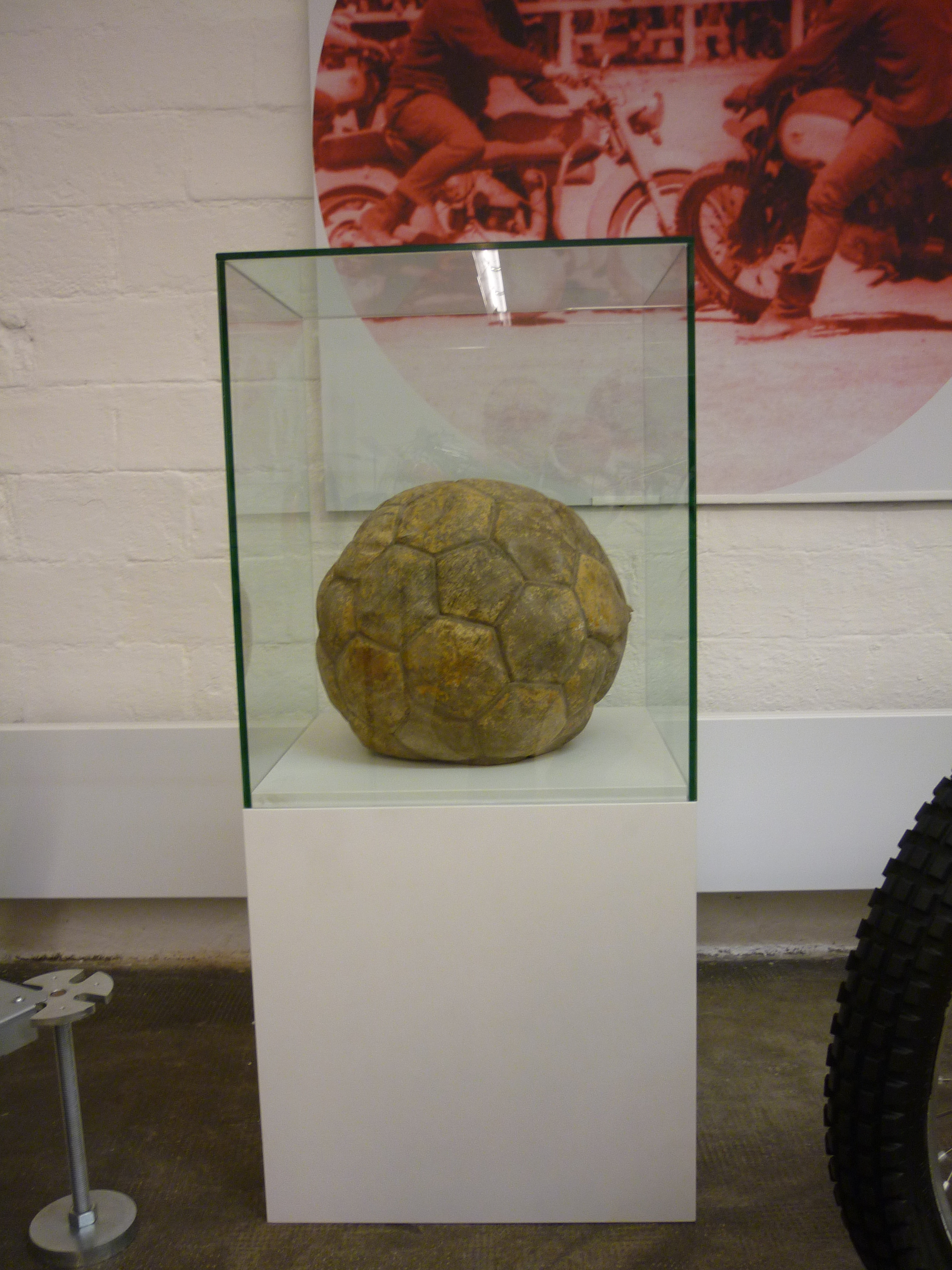
Ballon de moto-ball utilisé en 1950

L'organisation du jeu et sa réglementation ont fortement varié au cours des décennies. Si, en 1924 « chaque match se jouait à six joueurs par équipe, tous à moto et durait deux fois 15 min avec un arrêt de 5 min entre les deux parties », il y eut un changement d'importance dès 1930. Cette année-là, « le temps de jeu fut porté à 50 min, soit deux périodes de 25 min séparées par une mi-temps de 10 min ». C'est au cours de cette décennie que le ballon devint plus gros que celui utilisé au foot (diamètre de 45 cm), tandis que les motos utilisées pour le match avaient une cylindrée comprise entre 175 et 350 cm3.
Il fallut attendre les années 1950 pour voir arriver de nouvelles modifications, tout d'abord la cylindrée fut limitée à 250 cm3. Tandis que « La durée du jeu fut recomposée en quatre épisodes de 20 min séparées par des arrêts de 10 min ». Enfin les dimensions (volume et poids) du ballon furent modifiées. Le nouveau ballon pesait entre 900 à 1000 grammes pour un diamètre de 38 à 40 cm. Le dernier changement notable eut lieu en 1966, année où le gardien de but fut débarrassé de sa moto.

## Organisation actuelle
Chaque formation est composée de quatre joueurs plus un gardien qui n'est pas à moto. Le ballon pèse environ un kilogramme et mesure 40 cm de diamètre. Les matchs sont dirigés par deux arbitres, un dans chaque camp, assistés de deux juges de lignes. Ce sport se pratique sur un terrain de football, avec les mêmes buts. La partie se déroule en quatre périodes de 20 minutes.

Différentes phases d'un match
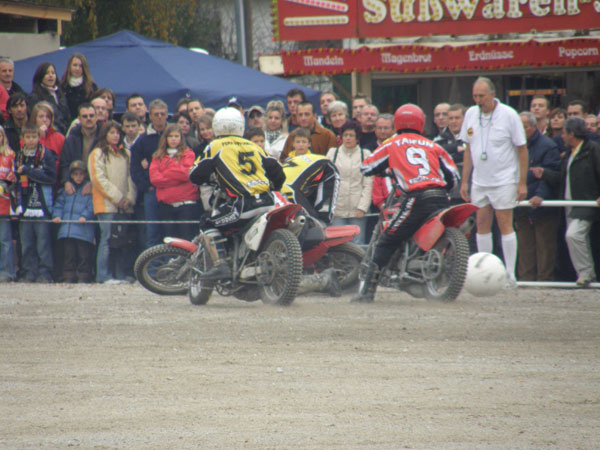
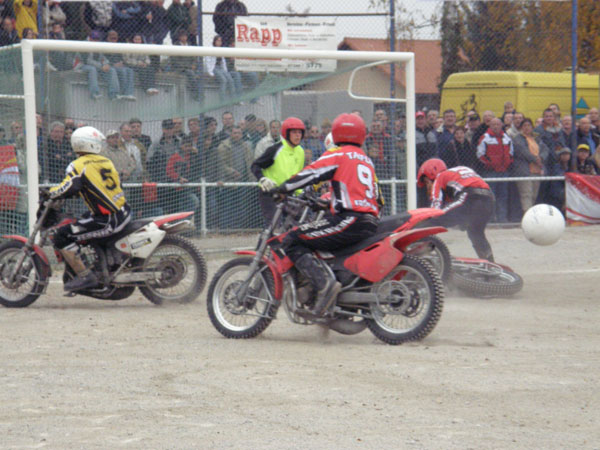

La terre d'élection du moto-ball était l'Union soviétique (actuellement la Russie). Derrière le géant russe, la France se place au troisième rang, sur la même ligne que les pays de l'Est.

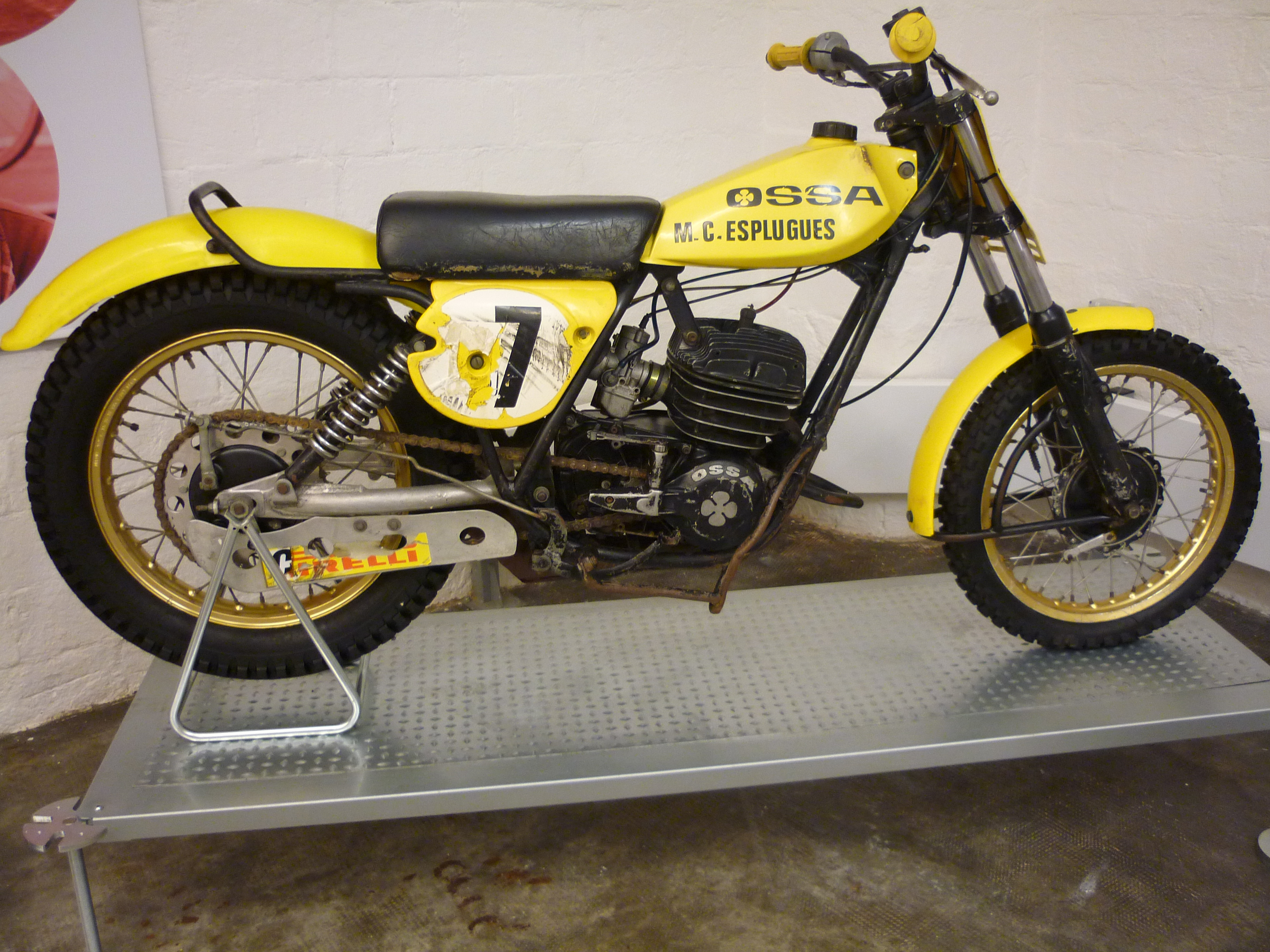
OSSA 1980, 250 cm

La moto utilisée est actuellement une machine spécifiquement fabriquée pour ce sport. Seuls quelques réglages concernant la taille du pilote (hauteur du guidon et de la selle) et la fabrication des pousses-ballon sont nécessaires pour qu'elle soit immédiatement opérationnelle.
Une seule marque (espagnole) fabriquait ces motos en série, mais depuis trois ans, elles sont montées en Allemagne. Elles équipent tous les clubs français et sont maintenant utilisées dans 95 % des clubs allemands et dans tous les grands clubs de Russie, Biélorussie, Ukraine, Lituanie et Pays-Bas.

## Moto-Ball en France

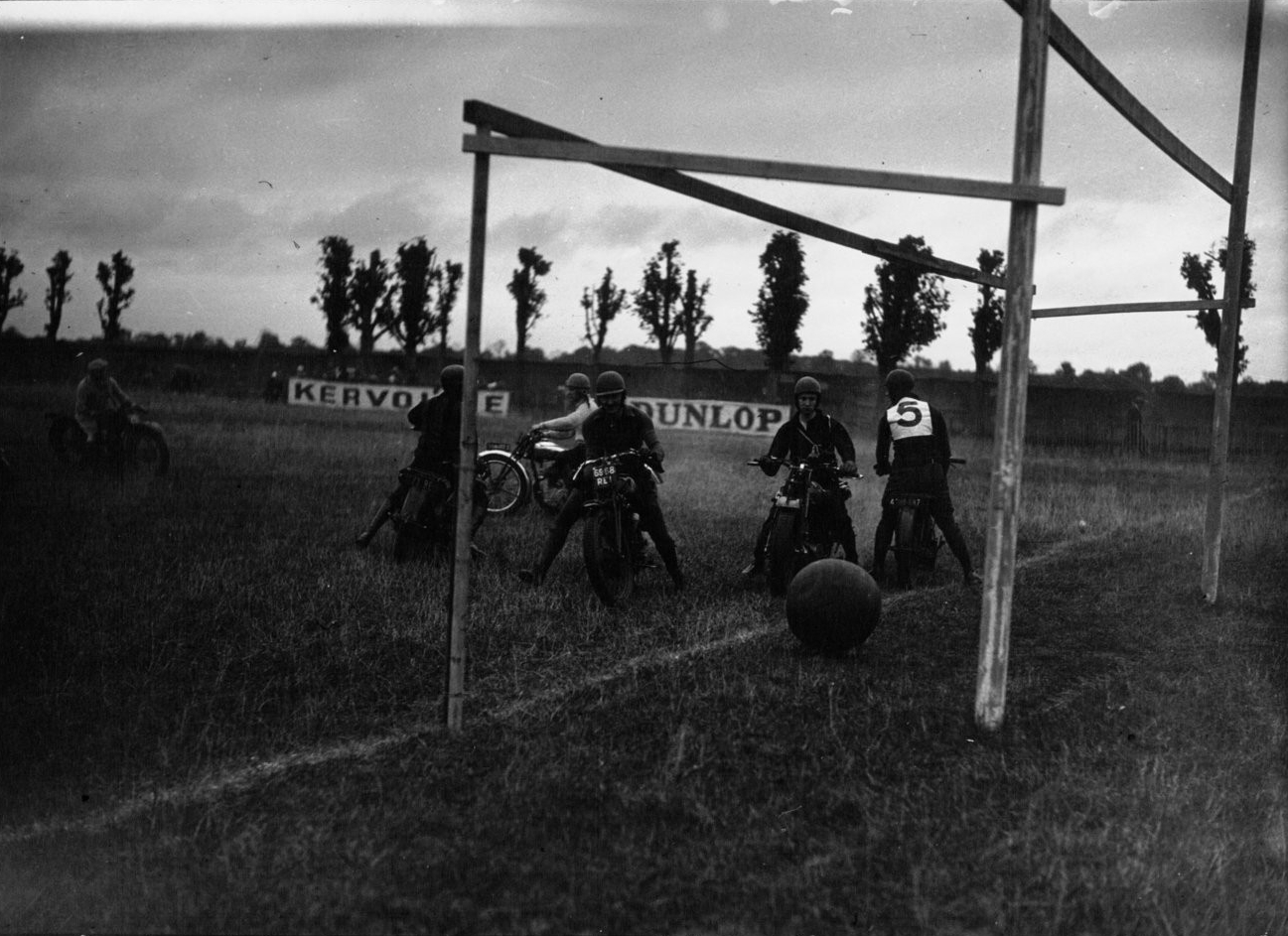
Coupe de France 1932 : rencontre entre le Motocyclub Dyonisien et le Motoclub de Vitry.

Le moto-ball est pratiqué en France depuis 1914. Le championnat de France « Elite 1 » rassemble l'élite française et une division « Elite 2 » constitue l'antichambre de cette élite. La pratique débute dès l'âge de 12 ans jusqu'à 17 ans (en Cadets et U18). À ce jour, il existe treize clubs de moto-ball en France. C'est une commission de la Fédération française de motocyclisme (FFM) qui gère cette discipline. La saison est dite estivale (mars à octobre).
Le 18 Avril 2024, le moto-club houlgatais, doyen des structures françaises de moto-ball fêtait son 90e anniversaire. À l'occasion de cet événement particulier et en présence du président de la Fédération française de motocyclisme, la e-moto v2 développée par la societé française electric motion a été dévoilée. Une moto électrique qui sera spécifiquement utilisée par les équipes U18 de l'hexagone. Ce projet lancé au cours de l'année 2015, a conquis sept club de Moto-Ball entre 2015 et 2024.
La France possède également une équipe de France de Moto-Ball regroupant les meilleurs joueurs des clubs nationaux.

## Palmarès

### Palmarès international nations

#### Palmarès du championnat d'Europe des Nations
| Année | Pays organisateur, ville          | Champion                                  | 2e                                        | 3e                                        | 4e                                        | 5e                                        | 6e                                        |
| ----- | --------------------------------- | ----------------------------------------- | ----------------------------------------- | ----------------------------------------- | ----------------------------------------- | ----------------------------------------- | ----------------------------------------- |
| 1982  | Union soviétique, Poltava         | France                                    |                                           |                                           |                                           |                                           |                                           |
| 1986  | Union soviétique                  | Union soviétique                          | Allemagne de l'Ouest                      | France                                    |                                           |                                           |                                           |
| 1987  | Allemagne de l'Ouest              | Allemagne de l'Ouest                      | Union soviétique                          | France                                    |                                           |                                           |                                           |
| 1988  | Union soviétique                  | Union soviétique                          | Allemagne de l'Ouest                      | France                                    |                                           |                                           |                                           |
| 1989  | France                            | Union soviétique                          | Allemagne de l'Ouest                      | France                                    |                                           |                                           |                                           |
| 1990  | Allemagne de l'Ouest              | Allemagne de l'Ouest                      | Union soviétique                          | France                                    |                                           |                                           |                                           |
| 1991  | Pays-Bas, Budel                   | Communauté des États indépendants         | France                                    | Allemagne de l'Ouest                      |                                           |                                           |                                           |
| 1992  | Russie, Moscou                    | Russie                                    | France                                    | Allemagne                                 |                                           |                                           |                                           |
| 1993  | France                            | France                                    | Russie                                    | Allemagne                                 |                                           |                                           |                                           |
| 1994  | Allemagne                         | Russie                                    | Allemagne                                 | Lituanie                                  |                                           |                                           |                                           |
| 1995  | Ukraine                           | Russie                                    | Biélorussie                               | France                                    |                                           |                                           |                                           |
| 1996  | Lituanie                          | Russie                                    | Lituanie                                  | Allemagne                                 |                                           |                                           |                                           |
| 1997  | Biélorussie                       | Russie                                    | France                                    | Allemagne                                 |                                           |                                           |                                           |
| 1998  | Russie                            | Russie                                    | Biélorussie                               | Allemagne                                 |                                           |                                           |                                           |
| 1999  | France, Camaret, Valréas, Monteux | France                                    | Allemagne                                 | Biélorussie                               |                                           |                                           |                                           |
| 2000  | Allemagne                         | Allemagne                                 | Russie                                    | France                                    |                                           |                                           |                                           |
| 2001  | Pays-Bas, Budel                   | Russie                                    | Biélorussie                               | Ukraine                                   |                                           |                                           |                                           |
| 2002  | Ukraine                           | Russie                                    | Ukraine                                   | Allemagne                                 |                                           |                                           |                                           |
| 2003  | France, Neuville-de-Poitou        | Russie                                    | France                                    | Biélorussie                               |                                           |                                           |                                           |
| 2004  | Biélorussie                       | Biélorussie                               | Russie                                    | France                                    |                                           |                                           |                                           |
| 2005  | Allemagne, Rheinstetten - Mörsch  | Allemagne                                 | Russie                                    | France                                    |                                           |                                           |                                           |
| 2006  | Russie, Vidnoïe                   | Russie                                    | France                                    | Biélorussie                               |                                           |                                           |                                           |
| 2007  | Ukraine, Poltava                  | Russie                                    | Biélorussie                               | Allemagne                                 |                                           |                                           |                                           |
| 2008  | France, Valréas et Camaret        | Russie                                    | Biélorussie                               | France                                    |                                           |                                           |                                           |
| 2009  | Ukraine, Vyshnyaky                | Russie                                    | Biélorussie                               | France                                    |                                           |                                           |                                           |
| 2010  | Biélorussie, Pinsk/Luninets       | Russie                                    | Biélorussie                               | France                                    |                                           |                                           |                                           |
| 2011  | Ukraine                           | Russie                                    | Allemagne                                 | Biélorussie                               |                                           |                                           |                                           |
| 2012  | Allemagne,Kuppenheim              | Russie                                    | Allemagne                                 | France                                    | Biélorussie                               | Ukraine                                   | Pays-Bas                                  |
| 2013  | France, Neuville-de-Poitou        | Allemagne                                 | Russie                                    | Biélorussie                               | France                                    | Pays-Bas                                  | Lituanie                                  |
| 2014  | Russie                            | Annulé                                    | Annulé                                    | Annulé                                    | Annulé                                    | Annulé                                    | Annulé                                    |
| 2015  | Allemagne, Kuppenheim             | Allemagne                                 | Russie                                    | France                                    | Biélorussie                               | Pays-Bas                                  | Lituanie                                  |
| 2016  | Pays-Bas, Budel                   | Russie                                    | Allemagne                                 | Biélorussie                               | France                                    | Pays-Bas                                  | Lituanie                                  |
| 2017  | France, Valréas et Camaret        | Russie                                    | France                                    | Allemagne                                 | Biélorussie                               | Pays-Bas                                  | Ukraine                                   |
| 2018  | Russie, Kovrov                    | Russie                                    | France                                    | Allemagne                                 | Biélorussie                               | Lituanie                                  | Pays-Bas                                  |
| 2019  | Allemagne, Rheinstetten - Mörsch  | Russie                                    | Allemagne                                 | France                                    | Pays-Bas                                  | Biélorussie                               |                                           |
| 2020  | Russie, Vidnoïe                   | Annulé à cause de la pandémie de Covid-19 | Annulé à cause de la pandémie de Covid-19 | Annulé à cause de la pandémie de Covid-19 | Annulé à cause de la pandémie de Covid-19 | Annulé à cause de la pandémie de Covid-19 | Annulé à cause de la pandémie de Covid-19 |
| 2021  | Russie, Vidnoïe                   | Annulé à cause de la pandémie de Covid-19 | Annulé à cause de la pandémie de Covid-19 | Annulé à cause de la pandémie de Covid-19 | Annulé à cause de la pandémie de Covid-19 | Annulé à cause de la pandémie de Covid-19 | Annulé à cause de la pandémie de Covid-19 |
| 2022  | France, Troyes                    | Annulé. Guerre en Ukraine                 | Annulé. Guerre en Ukraine                 | Annulé. Guerre en Ukraine                 | Annulé. Guerre en Ukraine                 | Annulé. Guerre en Ukraine                 | Annulé. Guerre en Ukraine                 |
| 2023  | Russie, Ipatovo                   | Annulé. Guerre en Ukraine                 | Annulé. Guerre en Ukraine                 | Annulé. Guerre en Ukraine                 | Annulé. Guerre en Ukraine                 | Annulé. Guerre en Ukraine                 | Annulé. Guerre en Ukraine                 |
| 2024  | France, Houlgate                  | France                                    | Allemagne                                 | Pays-Bas                                  | Lituanie                                  |                                           |                                           |
| 2025  | Pays-Bas, Budel                   | Allemagne                                 | France                                    | Pays-Bas                                  | Lituanie                                  | Ukraine                                   |                                           |

#### Bilan du championnat d'Europe des Nations
| Club                              | Titres | Année |
| --------------------------------- | ------ | --- |
| Russie                            | 20     | 1992, 1994, 1995, 1996,1997, 1998, 2001, 2002, 2003, 2006, 2007, 2008,2009, 2010, 2011, 2012,2016, 2017, 2018,2019 |
| Allemagne                         | 5      | 2000, 2005, 2013, 2015,2025                                                                                        |
| France                            | 4      | 1982, 1993, 1999, 2024                                                                                             |
| Union soviétique                  | 3      | 1986, 1988, 1989                                                                                                   |
| Allemagne de l'Ouest              | 2      | 1987, 1990 |
| Communauté des États indépendants | 1      | 1991 |
| Biélorussie                       | 1      | 2004 |

### Palmarès International club

#### Palmarès de la Coupe d'Europe des clubs champions
- 1966 : MBC de Camaret  France
- 1967 :
- 1968 : MBC de Camaret  France
- 1969 :
- 1970 : SUMA Troyes  France
- 1971 : SUMA Troyes  France
- 1972 : MBC de Camaret  France
- 1995 : MBC de Valréas  France

#### Bilan de la Coupe d'Europe des clubs champions
| Club           | Titres | Année            |
| -------------- | ------ | ---------------- |
| MBC de Camaret | 3      | 1966, 1968, 1972 |
| SUMA Troyes    | 2      | 1970, 1971       |
| MBC de Valréas | 1      | 1995             |

### Palmarès national France

#### Championnat de France

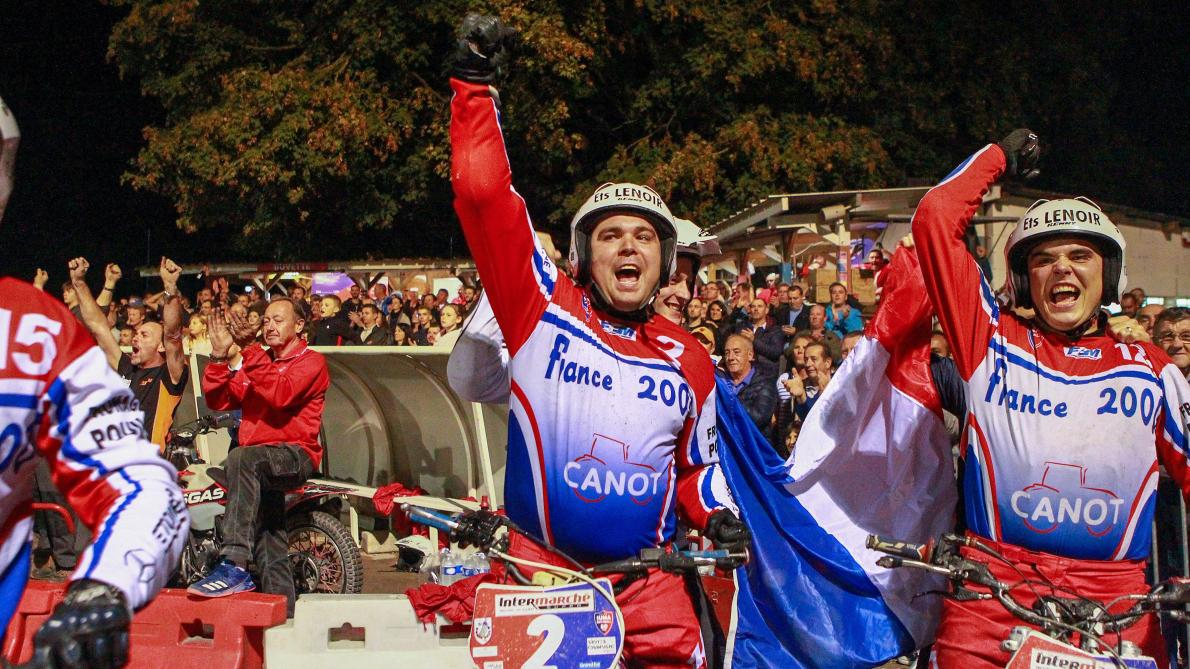
SUMA champion de France 2019

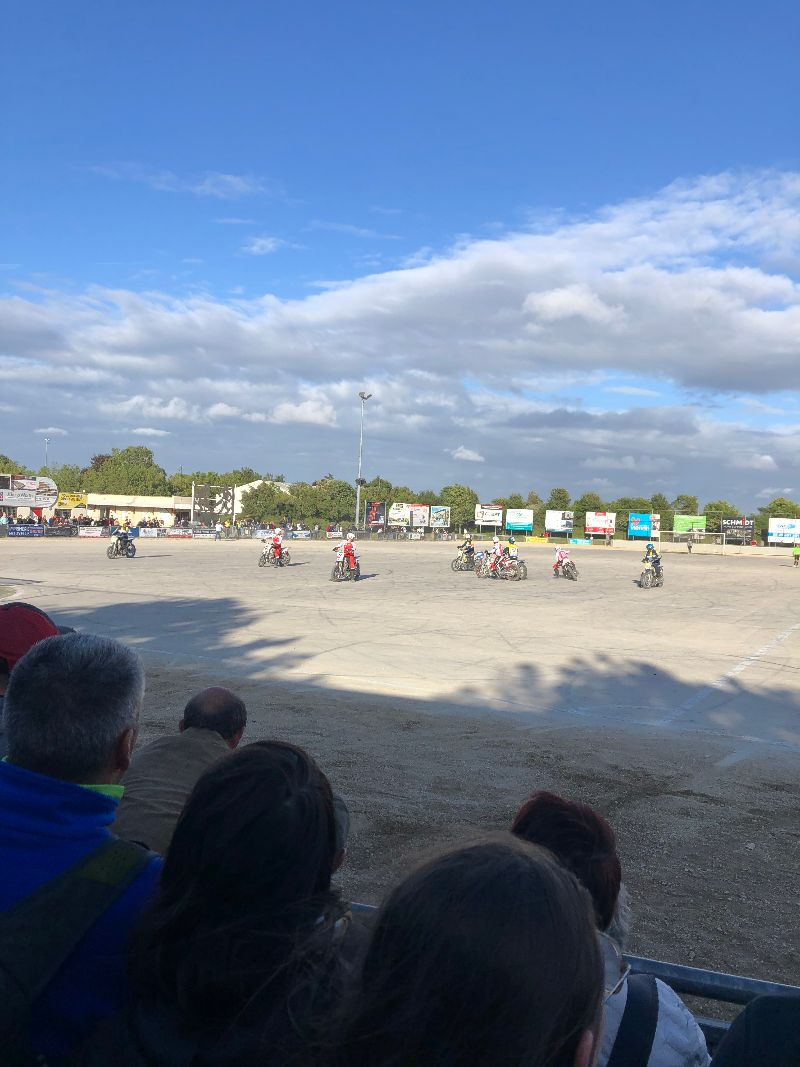
MBC NEUVILLE contre le MBC ROBION le 15 juin 2024 en Championnat de France Elite 1.

Le championnat de France Elite 1 existe depuis 1946.

##### Palmarès du championnat de France
- 1946 : MBC Houlgatais
- 1947 : MB ''Racer'' Carpentras
- 1948 : SUMA Troyes
- 1949 : MBC de Camaret
- 1950 : Moto Club d'Avignon
- 1951 : MBC de Camaret
- 1952 : SUMA Troyes
- 1953 : SUMA Troyes
- 1954 : Moto Club d'Avignon
- 1955 : SUMA Troyes
- 1956 : MBC de Camaret
- 1957 : MBC de Camaret
- 1958 : MBC de Camaret
- 1959 : MBC de Valréas
- 1960 : MBC de Camaret
- 1961 : Racer Carpentras
- 1962 : Racer Carpentras
- 1963 : MBC de Camaret
- 1964 : SUMA Troyes
- 1965 : MBC de Camaret
- 1966 : MBC de Camaret
- 1967 : MBC de Camaret
- 1968 : MBC de Camaret
- 1969 : SUMA Troyes
- 1970 : MBC de Camaret
- 1971 : MBC de Camaret
- 1972 : MBC de Camaret
- 1973 : MBC de Camaret
- 1974 : MBC Houlgatais
- 1975 : MBC de Valréas
- 1976 : MBC de Camaret
- 1977 : MBC de Valréas
- 1978 : MBC de Vitry-le-François
- 1979 : MBC de Camaret
- 1980 : MBC de Vitry-le-François
- 1981 : SUMA Troyes
- 1982 : SUMA Troyes
- 1983 : SUMA Troyes
- 1984 : MBC Houlgatais
- 1985 : MBC Houlgatais
- 1986 : SUMA Troyes
- 1987 : MBC Houlgatais
- 1988 : SUMA Troyes
- 1989 : SUMA Troyes
- 1990 : SUMA Troyes
- 1991 : SUMA Troyes
- 1992 : MBC de Vitry-le-François
- 1993 : MBC de Valréas
- 1994 : MBC de Valréas
- 1995 : MBC de Valréas
- 1996 : MBC de Valréas
- 1997 : MBC de Valréas
- 1998 : SUMA Troyes
- 1999 : MBC de Vitry-le-François
- 2000 : MBC de Valréas
- 2001 : MBC de Valréas
- 2002 : MBC de Valréas
- 2003 : MBC de Valréas
- 2004 : MBC de Valréas
- 2005 : MBC de Valréas
- 2006 : MBC Neuvillois
- 2007 : MBC de Valréas
- 2008 : MBC Neuvillois
- 2009 : MBC Neuvillois
- 2010 : MBC Neuvillois
- 2011 : MBC Neuvillois
- 2012 : Motoball Club Voujeaucourt
- 2013 : MBC Neuvillois
- 2014 : MBC de Valréas
- 2015 : Motoball Club Voujeaucourt
- 2016 : Sporting Club Moto Ball Monteux
- 2017 : MBC Carpentras Comtat Venaissin

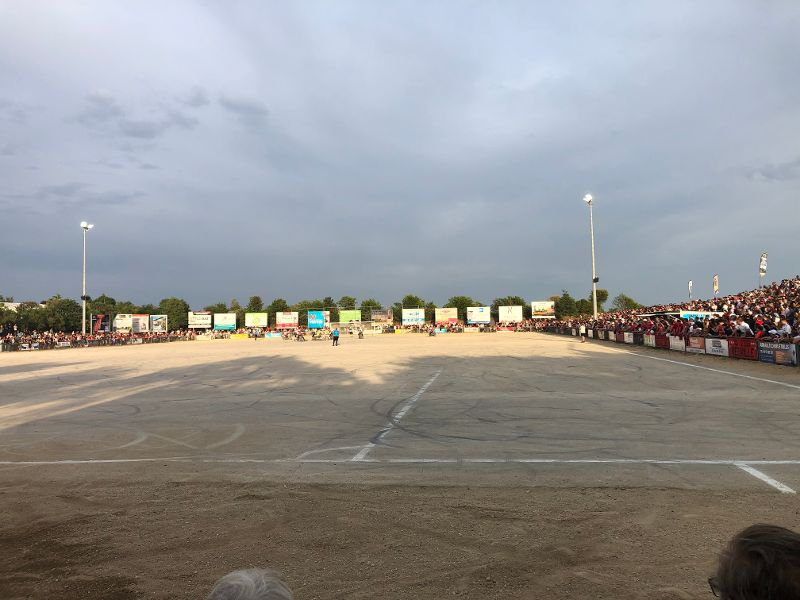
Le MBC Neuville contre le SUMA de Troyes le 17 juin 2023 en Championnat de France Elite 1.

- 2018 : MBC Neuvillois
- 2019 : SUMA Troyes
- 2020 : MBC Neuvillois
- 2021 : SUMA Troyes
- 2022 : SUMA Troyes
- 2023 : MBC Neuvillois
- 2024 : MBC Neuvillois

##### Bilan du championnat de France
| Club                            | Titres | Année |
| ------------------------------- | ------ | --- |
| MBC de Camaret                  | 17     | 1949, 1951, 1956, 1957, 1958, 1960, 1963, 1965, 1966, 1967, 1968, 1970, 1971, 1972, 1973, 1976, 1979       |
| SUMA Troyes                     | 18     | 1948, 1952, 1953, 1955, 1964, 1969, 1981, 1982, 1983, 1986, 1988, 1989, 1990, 1991, 1998, 2019, 2021, 2022 |
| MBC de Valréas                  | 16     | 1959, 1975, 1977, 1993, 1994, 1995, 1996, 1997, 2000, 2001, 2002, 2003, 2004, 2005, 2007, 2014             |
| MBC Neuvillois                  | 10     | 2006, 2008, 2009, 2010, 2011, 2013, 2018,2020, 2023, 2024                                                  |
| MBC Houlgatais                  | 5      | 1946, 1974, 1984, 1985, 1987                                                                               |
| MBC de Vitry-le-François        | 4      | 1978, 1980, 1992, 1999                                                                                     |
| Motoball Club Voujeaucourt      | 2      | 2012, 2015                                                                                                 |
| Moto Club d'Avignon             | 2      | 1947, 1947                                                                                                 |
| MBC Carpentras Comtat Venaissin | 1      | 2017 |
| MB "Racer" Carpentras           | 1      | 1948 |
| Sporting Club Moto Ball Monteux | 1      | 2016 |

#### Coupe de France[12]

##### Palmarès de la coupe de France
- 1938: MB "Racer" Carpentras
- 1947 : Moto Club d'Avignon
- 1948 : MB "Racer" Carpentras
- 1949 : Moto Club d'Avignon
- 1950 : MB "Racer" Carpentras
- 1951 : MB "Racer" Carpentras
- 1952 : MBC de Camaret
- 1953 : SUMA Troyes
- 1954 : MBC de Camaret
- 1955 : MBC de Camaret
- 1956 : MBC de Camaret
- 1957 : MBC de Camaret
- 1958 : SUMA Troyes
- 1959 : MBC de Valréas
- 1960 : MBC de Camaret
- 1961 : MBC de Camaret
- 1962 : MBC de Camaret
- 1963 : MBC de Camaret
- 1964 : MBC de Camaret
- 1965 : Moto-club Seynois
- 1966 : SUMA Troyes
- 1967 : SUMA Troyes
- 1968 : MBC de Camaret
- 1969 : MBC de Vitry-le-François
- 1970 : SUMA Troyes
- 1971 : MBC de Camaret
- 1972 : SUMA Troyes
- 1973 : MBC de Camaret
- 1974 : MBC Houlgatais
- 1975 : MBC de Valréas
- 1976 : SUMA Troyes
- 1977 : MBC de Valréas
- 1978 : SUMA Troyes
- 1979 : MBC de Vitry-le-François
- 1980 : MBC de Vitry-le-François
- 1981 : Motoball Club Voujeaucourt
- 1982 : SUMA Troyes
- 1983 : SUMA Troyes
- 1984 : SUMA Troyes
- 1985 : SUMA Troyes
- 1986 : MBC Houlgatais
- 1987 : SUMA Troyes
- 1988 : SUMA Troyes
- 1989 : MBC de Camaret
- 1990 : MBC de Camaret
- 1991 : SUMA Troyes
- 1992 : MBC de Valréas
- 1993 : SUMA Troyes
- 1994 : MBC de Valréas
- 1995 : SUMA Troyes
- 1996 : MBC de Valréas
- 1997 : MBC de Valréas
- 1998 : MBC de Valréas
- 1999 : SUMA Troyes
- 2000 : MBC de Valréas
- 2001 : MBC Neuvillois
- 2002 : MBC Neuvillois
- 2003 : MBC Neuvillois
- 2004 : MBC Neuvillois
- 2005 : MBC Neuvillois
- 2006 : SUMA Troyes
- 2007 : MBC Neuvillois
- 2008 : MBC Neuvillois
- 2009 : MBC de Valréas
- 2010 : MBC Neuvillois
- 2011 : Motoball Club Voujeaucourt
- 2012 : MBC Neuvillois
- 2013 : MBC Neuvillois
- 2014 : MBC de Valréas
- 2015 : SUMA Troyes
- 2016 : MBC de Camaret
- 2017 : MBC Neuvillois
- 2018 : MBC Carpentras Comtat Venaissin
- 2019 : SUMA Troyes
- 2020 : SUMA Troyes
- 2021 : MBC Carpentras Comtat Venaissin
- 2022 : SUMA Troyes
- 2023 : MBC Carpentras Comtat Venaissin
- 2024 :  MBC Neuvillois

##### Bilan de la coupe de France
| Club                            | Titres | Année |
| ------------------------------- | ------ | --- |
| SUMA Troyes                     | 23     | 1953, 1958, 1966, 1967, 1970, 1972, 1976, 1978, 1982, 1983, 1984, 1985, 1987, 1988, 1991, 1993, 1995, 1999, 2006, 2015, 2019, 2020, 2022 |
| MBC de Camaret                  | 16     | 1952, 1954, 1955, 1956, 1957, 1960, 1961, 1962, 1963, 1964, 1968, 1971, 1973, 1989, 1990, 2016                                           |
| MBC Neuvillois                  | 11     | 2001, 2002, 2003, 2004, 2005, 2007, 2008, 2010, 2012, 2013, 2024,                                                                        |
| MBC de Valréas                  | 11     | 1959, 1975, 1977, 1992, 1994, 1996, 1997, 1998, 2000, 2009, 2014                                                                         |
| MB "Racer" Carpentras           | 4      | 1938, 1948, 1950, 1951 |
| MBC Carpentras Comtat Venaissin | 3      | 2018, 2021, 2023, |
| MBC de Vitry-le-François        | 3      | 1969, 1979, 1980 |
| Moto Club d'Avignon             | 2      | 1947, 1949 |
| MBC Houlgatais                  | 2      | 1974, 1986 |
| Motoball Club Voujeaucourt      | 2      | 1981, 2011 |
| Moto-club Seynois               | 1      | 1965 |

#### Trophée des Champions

##### Palmarès du Trophée des Champions[18]
- 2002: MBC Neuvillois
- 2003: MBC de Valréas
- 2004: MBC Neuvillois
- 2005: MBC de Valréas
- 2006: SUMA Troyes
- 2007: MBC de Valréas
- 2008: MBC Neuvillois
- 2009: MBC Neuvillois
- 2010: MBC de Valréas
- 2011: MBC Neuvillois
- 2012: Motoball Club Voujeaucourt
- 2013: MBC Neuvillois
- 2014: MBC Neuvillois
- 2015: SUMA Troyes
- 2016: MBC de Camaret
- 2017: MBC Carpentras Comtat Venaissin
- 2018: MBC Neuvillois
- 2019: SUMA Troyes
- 2020: MBC Neuvillois
- 2021: SUMA Troyes
- 2022: SUMA Troyes
- 2023: MBC Neuvillois
- 2024: SUMA Troyes

| Club                            | Titres | Année                                                      |
| ------------------------------- | ------ | ---------------------------------------------------------- |
| MBC Neuvillois                  | 10     | 2002, 2004, 2008, 2009, 2011, 2013, 2014, 2018, 2020, 2023 |
| SUMA Troyes                     | 6      | 2006, 2015, 2019, 2021, 2022, 2024                         |
| MBC de Valréas                  | 4      | 2003, 2005, 2007, 2010                                     |
| MBC Carpentras Comtat Venaissin | 1      | 2017                                                       |
| MBC de Camaret                  | 1      | 2016                                                       |
| Motoball Club Voujeaucourt      | 1      | 2012                                                       |

### Palmarès national Allemagne
Le championnat allemand de Moto-Ball existe depuis 1956.

#### Championnat d’Allemagne

##### Palmarès du championnat d’Allemagne
- 1956 : MSC Spöck
- 1957 : MSC Kindelsberg-Kreuztal
- 1958 : MSC Phillippsburg
- 1959 : MSC Kindeslberg-Kreuztal
- 1960 : MSC Comet Durmersheim
- 1961 : MSC Comet Durmersheim
- 1962 : MSC Weiher
- 1963 : MSC Malsch
- 1964 : MSC Comet Durmersheim
- 1965 : MSC Taifun Mörsch
- 1966 : MSC Comet Durmersheim
- 1967 : MSC Malsch
- 1968 : MSC Puma Kuppenheim
- 1969 : MSC Taifun Mörsch
- 1970 : SVB Leverkusen
- 1971 : MSC Comet Durmersheim
- 1972 : MSC Taifun Mörsch
- 1973 : MSC Taifun Mörsch
- 1974 : MSC Taifun Mörsch
- 1975 : MSC Comet Durmersheim
- 1976 : MSC Comet Durmersheim
- 1977 : MSC Comet Durmersheim
- 1978 : MSC Puma Kuppenheim
- 1979 : MSC Comet Durmersheim
- 1980 : MSC Comet Durmersheim
- 1981 : MSC Puma Kuppenheim
- 1982 : MSC Comet Durmersheim
- 1983 : MSC Taifun Mörsch
- 1984 : MSC Puma Kuppenheim
- 1985 : MSC Taifun Mörsch
- 1986 : MSC Taifun Mörsch
- 1987 : MSC Taifun Mörsch
- 1988 : MSC Taifun Mörsch
- 1989 : MSC Malsch
- 1990 : MSC Taifun Mörsch
- 1991 : MSC Taifun Mörsch
- 1992 : MSC Mörsch
- 1993 : MSC Mörsch
- 1994 : MSC Taifun Mörsch
- 1995 : MSC Taifun Mörsch
- 1996 : MSC Comet Durmersheim
- 1997 : MSC Taifun Mörsch
- 1998 : MSC Puma Kuppenheim
- 1999 : MSC Puma Kuppenheim
- 2000 : MSC Taifun Mörsch
- 2001 : MSC Taifun Mörsch
- 2002 : MSC Ubstadt-Wheiher
- 2003 : MSC Ubstadt-Wheiher
- 2004 : MSC Taifun Mörsch
- 2005 : MSC Puma Kuppenheim
- 2006 : MSC Taifun Mörsch
- 2007 : MSC Puma Kuppenheim
- 2008 : MSC Puma Kuppenheim
- 2009 : MSC Ubstadt-Wheiher
- 2010 : MSC Puma Kuppenheim
- 2011 : SVB Leverkusen
- 2012 : MSC Ubstadt-Weiher
- 2013 : MSC Ubstadt-Weiher
- 2014 : MSC Ubstadt-Weiher
- 2015 : MSC Ubstadt-Weiher
- 2016 : MSC Ubstadt-Weiher
- 2017 : MSC Puma Kuppenheim
- 2018 : MSC Taifun Mörsch
- 2019 : MSC Puma Kuppenheim
- 2020 : COVID-19
- 2021 : MSC Ubstadt-Weiher

### Coupe d’Allemagne

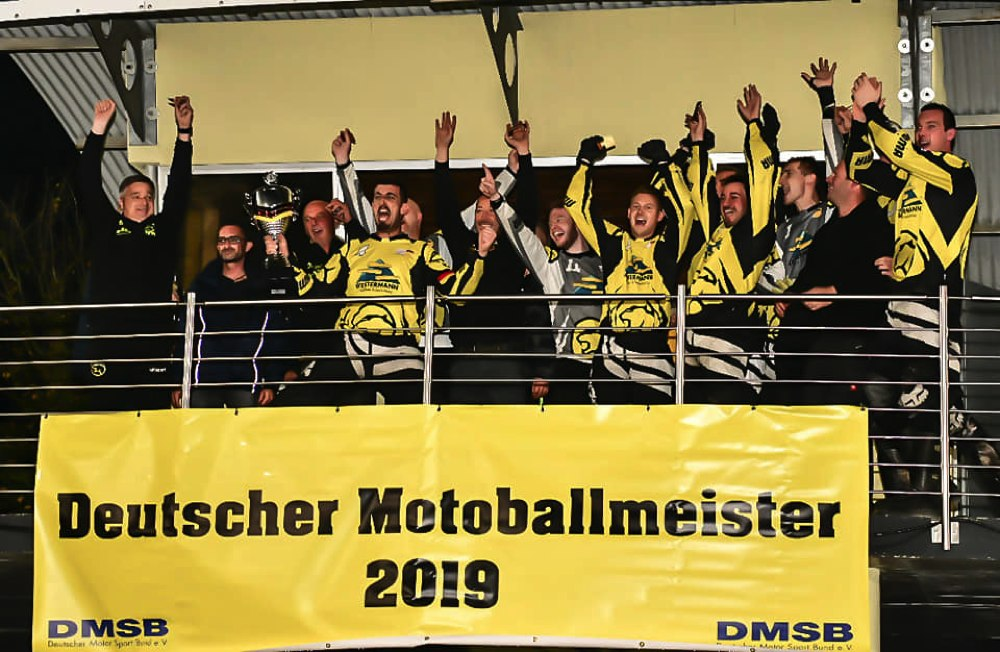
MSC Puma Kuppenheim vainqueur de la Coupe d'Allemagne

#### Palmarès de la coupe d’Allemagne
- 1956 :
- 1957 :
- 1958 :
- 1959 :
- 1960 :
- 1961 :
- 1962 :
- 1963 :
- 1964 :
- 1965 :
- 1966 :
- 1967 :
- 1968 : MSC Pattensen
- 1969 : MSC Puma Kuppenheim
- 1970 :
- 1971 :
- 1972 :
- 1973 :
- 1974 :
- 1975 :
- 1976 :
- 1977 :
- 1978 :
- 1979 :
- 1980 :
- 1981 :
- 1982 :
- 1983 :
- 1984 :
- 1985 :
- 1986 :
- 1987 :
- 1988 :
- 1989 :
- 1990 :
- 1991 :
- 1992 :
- 1993 :
- 1994 :
- 1995 :
- 1996 :
- 1997 :
- 1998 : MSC Ubstadt-Weiher
- 1999 :
- 2000 :
- 2001 :
- 2002 :
- 2003 :
- 2004 :
- 2005 :
- 2006 : MSC Puma Kuppenheim
- 2007 :
- 2008 :
- 2009 : MSC Puma Kuppenheim
- 2010 : MSC Puma Kuppenheim
- 2011 :
- 2012 : MSC Ubstadt-Weiher
- 2013 : MSC Ubstadt-Weiher
- 2014 :
- 2015 :
- 2016 : MSC Ubstadt-Weiher
- 2017 : MSC Puma Kuppenheim
- 2018 : MSC Puma Kuppenheim
- 2019 : MSC Puma Kuppenheim
- 2020 :
- 2021 : MSC Ubstadt-Weiher

## Les clubs en France, en Allemagne et en Russie

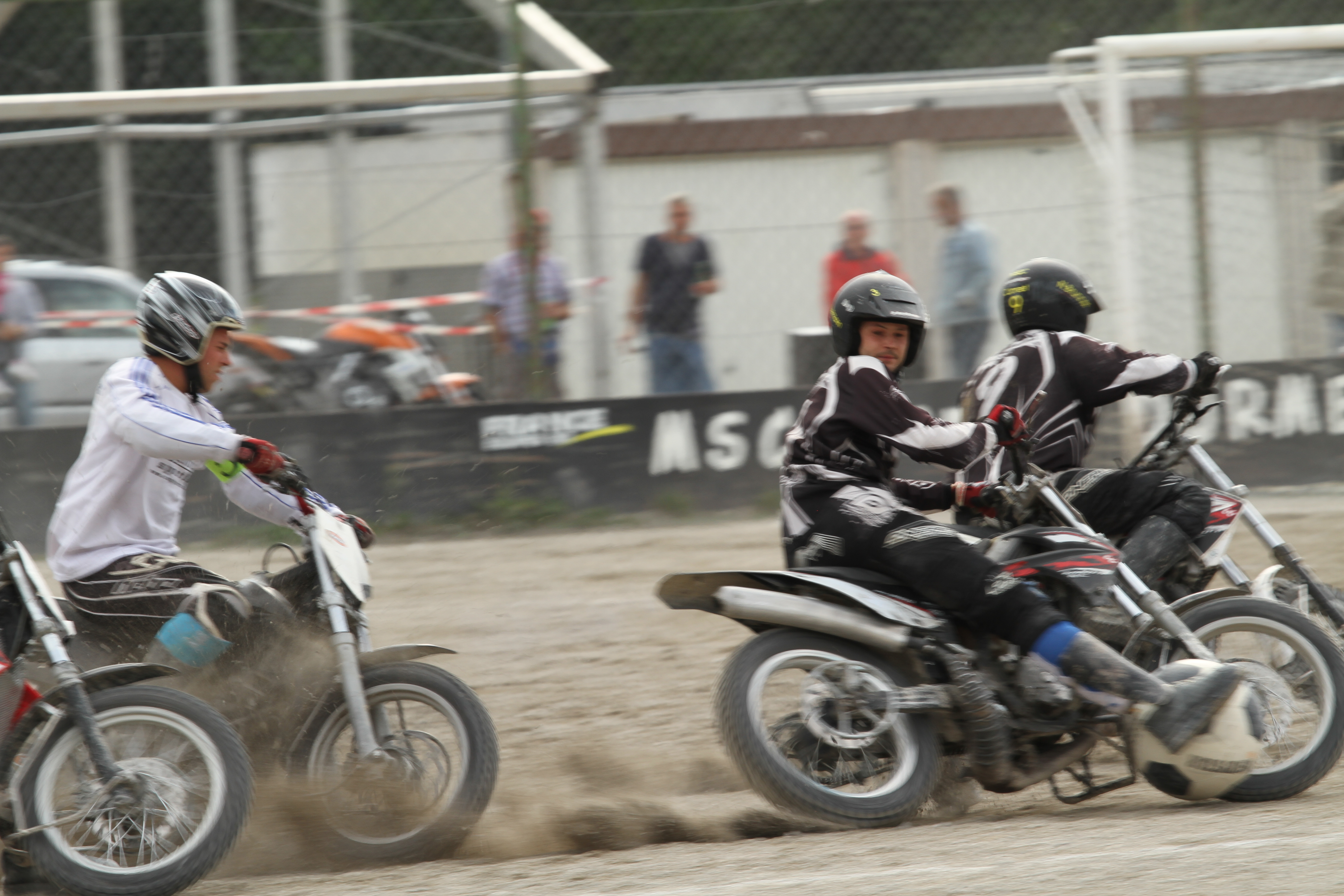
Durmersheim-Philippsburg

| Ville                    | Club                            | Département |
| ------------------------ | ------------------------------- | ----------- |
| Bollène                  | Sporting Motoball Bollène       | Vaucluse    |
| Camaret-sur-Aigues       | MBC de Camaret                  | Vaucluse    |
| Carpentras               | MBC Carpentras Comtat Venaissin | Vaucluse    |
| Houlgate                 | Moto-Ball Club Houlgate         | Calvados    |
| Monteux                  | Sporting Club Moto Ball Monteux | Vaucluse    |
| Neuville-de-Poitou       | MBC Neuvillois                  | Vienne      |
| Robion                   | Moto-Ball Club Robionais        | Vaucluse    |
| Saint-Georges-de-Reneins | Moto-Ball Club Saint-Georges    | Rhône       |
| Troyes                   | SUMA Troyes                     | Aube        |
| Villefranche-sur-Saône   | Moto-Ball Villefranche          | Rhône       |
| Valréas                  | Moto-Ball Club Valréas          | Vaucluse    |
| Vitry-le-François        | Moto-Ball Club Vitryat          | Marne       |
| Voujeaucourt             | Motoball Club Voujeaucourt      | Doubs       |

| Ville           | Club                  | Groupe |
| --------------- | --------------------- | ------ |
| Durmersheim     | MSC Comet Durmersheim | Sud    |
| Halle-sur-Saale | 1.MBC 70/90 Halle     | Nord   |
| Jarmen          | MSC Jarmen            | Nord   |
| Kierspe         | MSF Tornado Kierspe   | Nord   |
| Kierspe         | MBC Kierspe           | Nord   |
| Kuppenheim      | MSC Puma Kuppenheim   | Sud    |
| Malsch          | MSC Malsch            | Sud    |
| Budel Pays-Bas  | MBV Budel             | Sud    |
| Rheinstetten    | MSC Taifun Mörsch     | Sud    |
| Pattensen       | MSC Pattensen         | Nord   |
| Philippsburg    | MSC Philippsburg      | Sud    |
| Ubstadt-Weiher  | MSC Ubstadt-Weiher    | Sud    |
| Seelze          | MSC Seelze            | Nord   |

| Ville         | Club                    | Région             |
| ------------- | ----------------------- | ------------------ |
| Neftekoumsk   | Motor-Club Avtomobilist | Kraï de Stavropol  |
| Kirpilskaïa   | Niva-Agrokompleks       | Kraï de Krasnodar  |
| Starominskaïa | Club Moto Zarya         | Kraï de Krasnodar  |
| Poltavskaïa   | Kirovets Motorbike Club | Kraï de Krasnodar  |
| Kovrov        | Motobol Club Kovrovets  | Oblast de Vladimir |
| Ipatovo       | Motobol Kolos Ipatovo   | Kraï de Stavropol  |
| Kouschevskaïa | Club Motobolny Kometa   | Kraï de Krasnodar  |
| Vidnoïe       | SC Metallurg Vidnoïe    | Oblast de Moscou   |